# Mascarilla FFP2

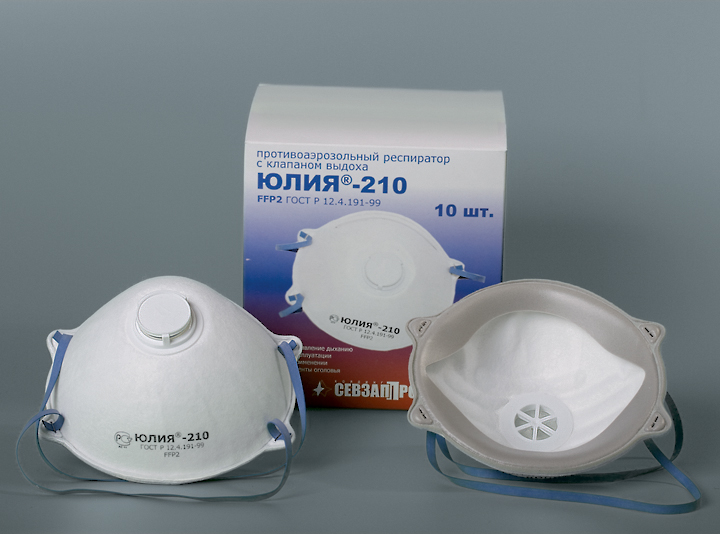
Mascarilla FFP2, filtrante del 94 % de las partículas.

La mascarilla FFP2 es uno de los modelos de máscara protectora autofiltrante de tipo desechable que sirve para filtrar el 94% de las partículas del aire, según las normas europeas EN 143 y EN 149. Se utilizan en la industria y como respiradores/máscarillas quirúrgicas sanitarias y hospitalarias, así como en epidemias para evitar enfermedades contagiosas  e intrahospitalarias.

## Usos hospitalarios y sanitarios

### Mascarilla FFP2
Se usa para evitar contagios de agentes patológicos de influenza, coronavirus, Yersinia pestis y tuberculosis.
La designación FFP2 significa que filtra al menos el 94 % de las partículas presentes en el aire. Las mascarillas FFP2 deben estar homologadas para retener al menos partículas de hasta 0,6 micras.
Está indicado para la protección respiratoria de todos los profesionales sanitarios o personas expuestos a riesgo bajo-moderado en las siguientes actividades:
- Acceso a las habitaciones en aislamiento respiratorio.
- Personal de urgencias y consultas a pacientes con riesgo alto de padecer enfermedades de transmisión aérea.
- Empresas y laboratorios donde se trabaje y procesen micobacterias (en cabina de flujo laminar).

## Gestión de residuos y cómo desechar mascarillas
Al tratarse de un producto sanitario, las mascarillas deben introducirse en una bolsa de plástico y esta a su vez al contenedor general o de rechazo (habitualmente de color gris). Al contrario de lo que pueda pensarse, no deben arrojarse bajo ningún concepto en los contenedores de reciclaje de plástico o papel dada su naturaleza de protección sanitaria.